# Rouven Sattelmaier
Rouven Kai Sattelmaier (n. 7 august 1987, Ludwigsburg, Republica Federală Germania, Germania) este un fost portar de fotbal aflat sub contract cu Bradford City.